# Kanton Marvejols
Marvejols is een kanton van het Franse departement Lozère. Het kanton maakt deel uit van het arrondissement Mende.

## Gemeenten
Het kanton Marvejols omvatte tot 2014 de volgende 11 gemeenten:
- Antrenas
- Le Buisson
- Gabrias
- Grèzes
- Marvejols (hoofdplaats)
- Montrodat
- Palhers
- Recoules-de-Fumas
- Saint-Bonnet-de-Chirac
- Saint-Laurent-de-Muret
- Saint-Léger-de-Peyre

Na de herindeling van de kantons bij decreet van 25 februari 2014, met uitwerking op 22 maart 2015, telde het kanton 7 gemeenten.
Op 1 januari 2019 :
- werden de gemeenten Lachamp en Ribennes samengevoegd tot de fusiegemeente (commune nouvelle) Lachamp-Ribennes.
- werd de gemeente Servières opgenomen in de fusiegemeente (commune nouvelle) Monts-de-Randon, waarvan de overige deelgemeenten in het kanton Saint-Alban-sur-Limagnole liggen. Het decreet van 5 maart 2020 heeft dan ook Servières naar dat kanton overgeheveld.

Sindsdien omvat het kanton Marvejols volgende 5 gemeenten:
- Antrenas
- Lachamp-Ribennes
- Marvejols (hoofdplaats)
- Recoules-de-Fumas
- Saint-Léger-de-Peyre